# Robert Silverman
Pour les articles homonymes, voir Silverman.
Robert Silverman, surnommé « Bicycle Bob », (né le 30 novembre 1933 à Montréal et mort le 20 février 2022 à Sainte-Agathe-des-Monts) est un militant pour le cyclisme à Montréal.  

## Biographie
Élevé dans le quartier Snowdon de Montréal, Silverman fréquente le High School of Montreal et Sir George Williams University (en), maintenant Université Concordia. À 25 ans, avec l'aide financière de son père, il lance la librairie The Seven Steps rue Stanley. Trotskiste, il n'a aucun intérêt à faire des profits et son habitude de donner des livres aux clients met le magasin en faillite.
Silverman découvre les joies du vélo alors qu'il étudie en France en 1969. Encouragé par sa femme, Edith Rosenkranz, il utilise un vélo pour se rendre à ses cours de français et est séduit par ce mode de déplacement. À son retour à Montréal l'année suivante, Silverman achète un vélo d'occasion pour se déplacer en ville, une pratique rare à Montréal à l'époque.
En 1975, il cofonde le groupe Le Monde à bicyclette avec Claire Morissette. Il se bat pour une meilleure sécurité à vélo en ville,,,. Dans une interview à la suite de la mort de Silverman, l'activiste Scott Weinstein dit : « Il faut se rendre compte que Monde à Bicyclette avait deux personnes clés. Bob était le showman que tout le monde connaissait et Claire Morissette était l'organisatrice. Elle s'est vraiment occupée des détails et de la tactique ».
En 1977, Silverman annonce la création de l'internationale cycliste « Cyclistes de tous les pays, unissez-vous. Vous n'avez rien à perdre que vos chaines ! Construisons l'internationale cycliste ». Le monde associatif doit s'organiser à l'échelle mondiale. Il propose la création d'une bibliothèque multilingue et d'un bulletin de liaison multilingue et international.
Silverman meurt le 20 février 2022 de causes naturelles au Pavillon Philippe-Lapointe, un CHSLD à Sainte-Agathe-des-Monts. La mairesse de Montréal Valérie Plante lui a rendu hommage en tant « que pionnier du cyclisme à Montréal. Militant de la première heure, il a contribué à rendre les déplacements en vélo plus sécuritaires et à promouvoir la mobilité active. Nous lui devons beaucoup ».

## Honneurs
Le 28 février 2022, l’administration Plante envisage « plusieurs options » pour rendre hommage à Silverman.
Le 12 mars 2022, la conseillère de Projet Montréal, Marianne Giguère, annonce que la ville envisage de renommer l'axe 1 du Réseau express vélo sur la rue Saint-Denis en l'honneur de Silverman, un processus qui doit être amorcé au moins un an après le décès d'une personne. Giguère a rendu visite à Silverman avant sa mort et a partagé le plan de renommer la piste cyclable en son honneur. Silverman s'est dit ravi parce qu'elle traverse la piste nommée au centre-ville pour Morissette.